# Olga Krieghammer

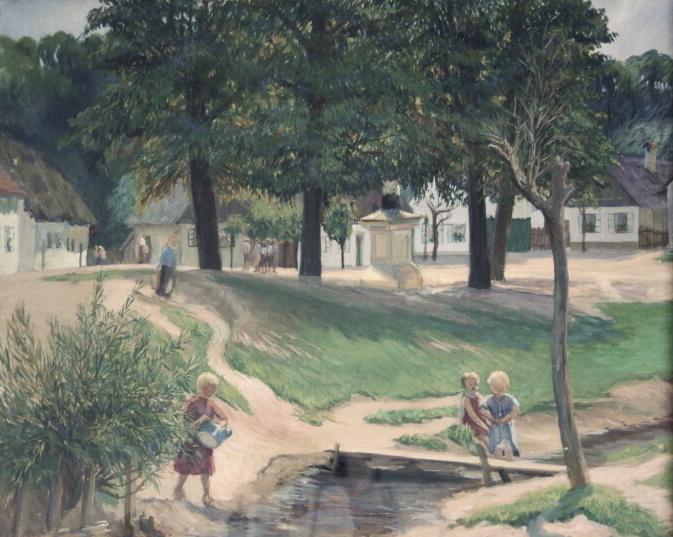
Spielende Kinder

Olga Brand-Krieghammer (* 27. Juli 1867 in Wien als Maria Olga Theresia Krieghammer; † 1948 in Veľké Bošany) war eine österreichische Künstlerin.

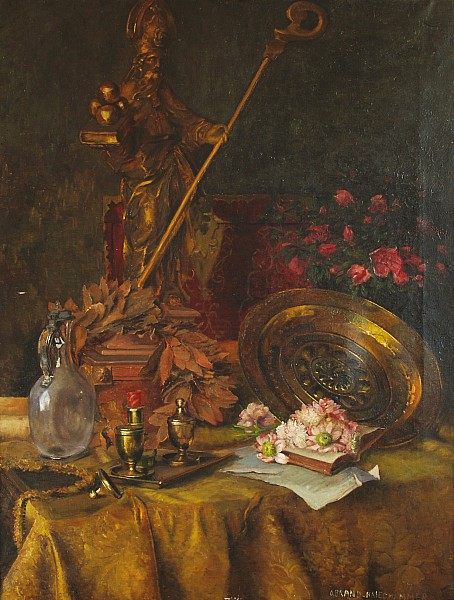
Prunkstillleben

## Leben
Olga Krieghammer war die Tochter des Reichskriegsministers Edmund von Krieghammer. 1898 heiratete sie den Hauptmann Brand.
Sie nahm von 1893 bis 1897 Privatunterricht bei Carl Moll. 1902 bzw. ab 1904 setzte sie ihre Studien bei Ernest Quost in Paris fort und stellte auch im Pariser Salon aus. 1908 kam sie zurück nach Wien, wo sie Gründungsmitglied der Vereinigung bildender Künstlerinnen Österreichs und deren erste Präsidentin in den Jahren 1910 bis 1916 war. 1910 war sie Mitglied der Hängekommission der Ausstellung „Die Kunst der Frau“. Später lebte sie in Ungarn. Ihre letzte bekannte Ausstellung zu Lebzeiten fand 1919 im Wiener Künstlerhaus statt, wobei sie als Malerin mit Wohnsitz in Nagy Bossany (heute Veľké Bošany) angemeldet war. Dort starb sie im Jahr 1948.
Olga Krieghammer malte Blumenstücke, Gartenbilder, Interieurs von Treibhäusern und Landschaften in Öl, Gouache und Tempera.

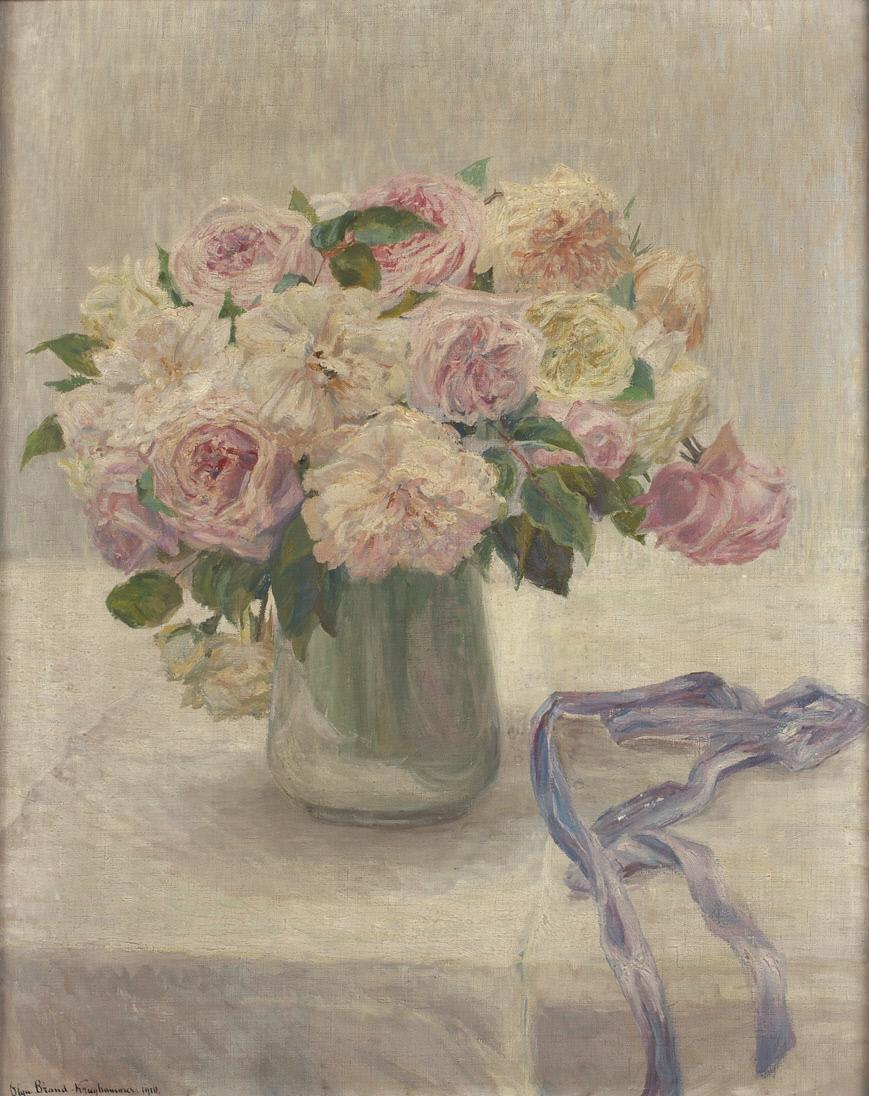
Blasse Rosen (1910)

## Werke (Auswahl)
- Gelbe Astern in Herbstlandschaft, ausgestellt im Pariser Salon
- Weiße Azaleen, 1909 Ausstellung Acht Künstlerinnen
- Blasse Rosen, 1910, Gouache auf Leinwand, 68 × 55 cm, signiert und datiert links unten: „Olga Brand-Krieghammer 1910“, 1911 Ausstellung Vereinigung bildender Künstlerinnen Österreichs, Sammlung Belvedere
- Verwilderter Garten und Azaleenhaus, 1911 Ausstellung Vereinigung bildender Künstlerinnen Österreichs
- Sonne im Azaleenhaus und Aus dem Reservegarten in Schönbrunn, 1908 Ausstellung Wiener Künstlerhaus
- Römische Tazetten, Tempera, 1912/1913 Ausstellung Wiener Künstlerhaus
- Sonnenblumen, Tempera, 1919 Ausstellung Wiener Künstlerhaus

## Ausstellungen (Auswahl)
- 1908, 1912, 1919: Wiener Künstlerhaus
- 1909: Acht Künstlerinnen und ihre Gäste, Salon Pisko, Wien
- 1910, 1911, 1914, 1917, 1930: Vereinigung bildender Künstlerinnen und Kunsthandwerkerinnen, Wien
- 1910: Die Kunst der Frau. 1. Ausstellung der Vereinigung bildender Künstlerinnen Österreichs, Wiener Secession
- 2019: Stadt der Frauen, Unteres Belvedere, Wien